# Traitement de données

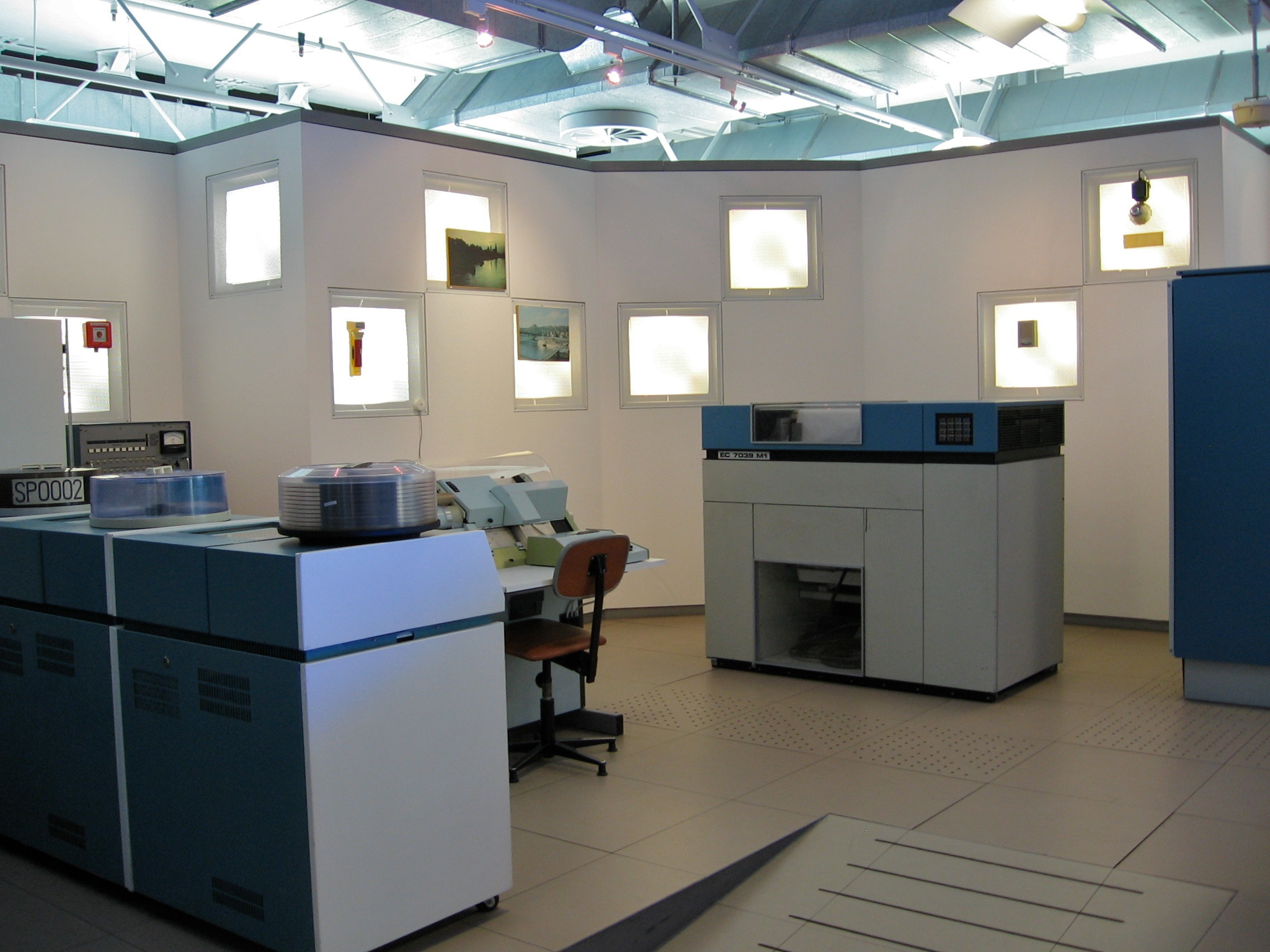
Un centre de traitement de données.

En informatique, le terme traitement de données ou traitement électronique des données renvoie à une série de processus qui permettent d'extraire de l'information ou de produire du savoir à partir de données brutes. Ces processus, une fois programmés, sont le plus souvent automatisés à l'aide d'ordinateurs.  
Si les résultats finaux produits par ces processus sont destinés à des humains, leur présentation est souvent essentielle pour en apprécier la valeur. Cette appréciation est cependant variable selon les personnes. 
Si la finalité n'est pas de présenter des résultats à un utilisateur humain, l'objectif du traitement de données est généralement d'offrir une information de plus haut niveau ou une information de meilleure qualité à un autre outil de traitement ou d'analyse. Ce traitement de l'information peut alors relever de la fusion de données, de l'extraction d'information ou de la transformation de la représentation. Par exemple, la fusion peut consister à combiner plusieurs sources de données afin de les compiler en une information plus sûre et l'extraction peut être un traitement destiné à sémantiser ou synthétiser les données.
L'ensemble des processus de traitement des données d'un système compose le système d'information.

## Définitions
Pour les besoins du traitement par informatique, les données sont saisies sous forme de chiffres ou de caractères qui représentent des observations (ex., nombre de chômeurs et quantité de pluie). Une donnée renvoie à une observation. Une fois les données saisies, leur ensemble est traité à l'aide d'algorithmes qui dérivent, déduisent ou infèrent. Une fois le traitement terminé, le système doit produire de l'information utile, soit pour répondre à une question, soit pour servir à un autre traitement par informatique.
De façon plus générale, le terme « traitement de données » renvoie à tout processus qui convertit des données d'un format à un autre, ce qui devrait s'appeler « conversion de données ». Selon cette vue, les données peuvent être converties en information et vice-versa. La conversion de données n'a pas pour but de répondre à une question, seulement de faciliter l'exécution d'algorithmes. Par exemple, l'information peut être une chaîne de caractères qui forme une phrase intelligible à l'humain et qui lui permet de comprendre les paramètres du matériel qu'il observe, paramètres le plus souvent constitués de suites de chiffres. 

### Analyse de données
Quand les données sont recueillies pour une étude scientifique ou en ingénierie, les termes « traitement de données » et « système d'information » sont trop larges. Le terme « analyse de données » leur est préféré : il renvoie à des algorithmes très spécialisés et très précis qui ont peu d'utilité dans le monde des affaires. Les scientifiques et les ingénieurs font appel à des logiciels qui demandent une excellente maîtrise des mathématiques. Cette divergence apparaît, entre autres, dans la précision numérique des données : les mesures obtenues après une analyse de données sont des nombres entiers, des nombres à virgule fixe ou des nombres en BCD, alors que la majorité des données numériques présentées dans les autres domaines sont des nombres à virgule flottante.